# Bouclier d'Héraclès

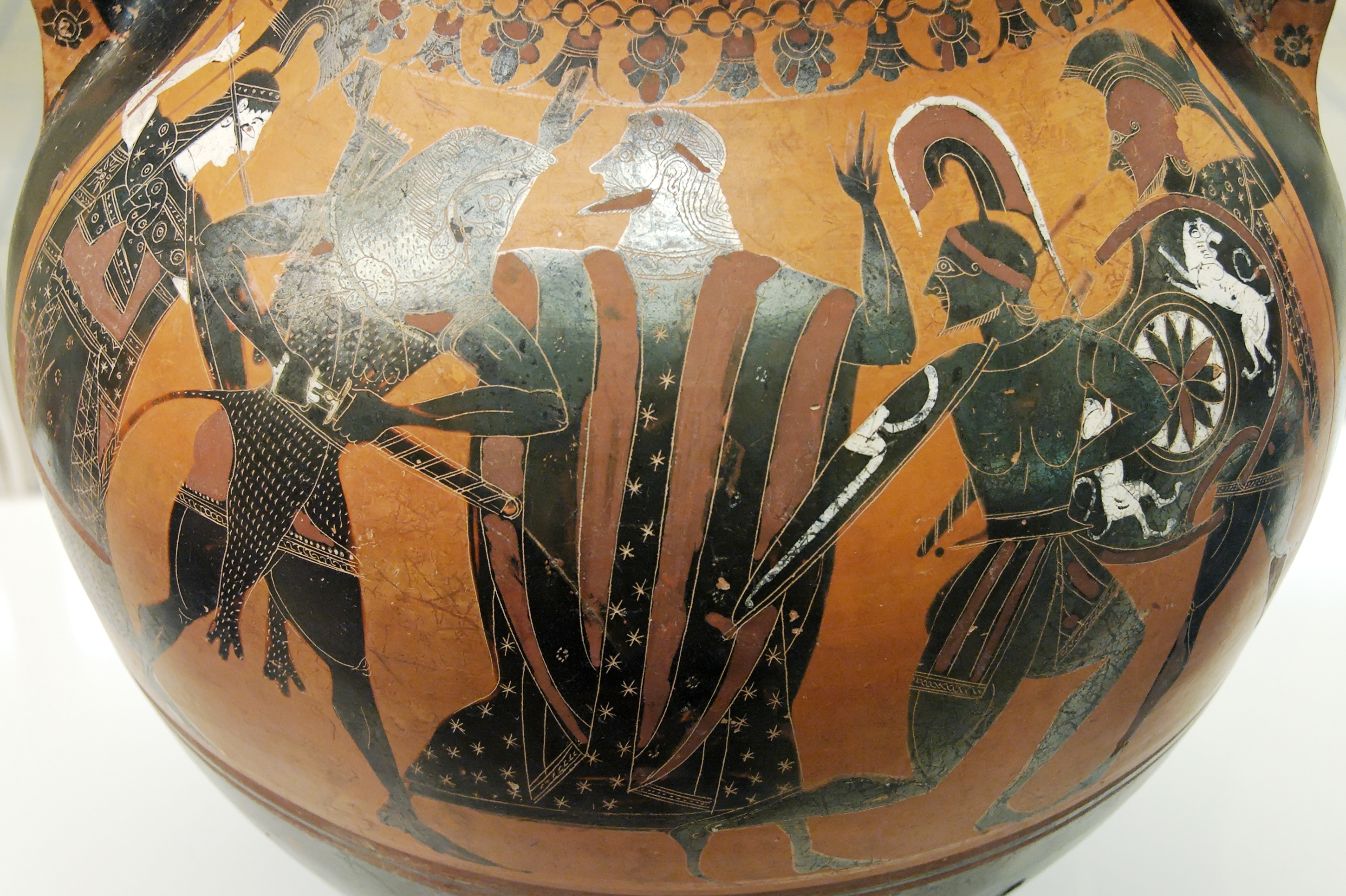
Le combat d'Héraclès et Cycnos, sujet du Bouclier. Amphore attique du Peintre de Berlin 1686,, British Museum (B 197)

Le Bouclier d'Héraclès (en grec ancien : Ἀσπὶς Ἡρακλέους / Aspìs Hērakléous) est un fragment épique faussement attribué au poète Hésiode, nommé alors Pseudo-Hésiode. Généralement daté du début du VIe siècle av. J.-C., il est l'œuvre d'un aède qui imite la célèbre description du bouclier d'Achille du chant XVIII de l’Iliade. On s'y réfère souvent sous son nom grec, Aspis, ou latin, Scutum.

## Sujet
Le poème tire son argument d'un épisode des exploits d'Héraclès, dans lequel celui-ci tue Cycnos, fils d'Arès. Il s'agit surtout d'un prétexte pour une longue description du bouclier du héros. Ledit bouclier est en bronze, incrusté de matières précieuses : or, argent, ivoire et électrum. Il représente en son centre un dragon sur la tête duquel est perchée Éris, déesse de la discorde. Le motif est entouré de diverses figures, dont des têtes de serpents, une Centauromachie, un tableau de l'Olympe et des scènes de la légende de Persée.

## Attribution
Le poème est composé en hexamètres dactyliques et long de 480 vers. L'argument placé en tête de l'œuvre signale que les vers 1 à 56 sont en réalité tirés du livre IV du Catalogue des femmes, autre œuvre attribuée à Hésiode, ce qui pousse le grammairien Aristophane de Byzance à soupçonner « le Bouclier de ne pas être l'œuvre d'Hésiode, mais de quelqu'un d'autre, qui se proposait d'imiter le « Bouclier » homérique. » Le même argument ajoute que Mégaclès d'Athènes (probablement le péripatéticien Mégacleidès), Apollonios de Rhodes et Stésichore sont partisans de l'authenticité du Bouclier.
L'hypothèse d'Aristophane a été confirmée par la découverte de deux papyri d'Oxyrhynque comprenant la partie du Catalogue qui précède les vers 1-56 du Bouclier, ainsi que les premiers vers du Bouclier. Le texte lui-même ne laisse aucun doute : le passage 1-56 narre la naissance d'Héraclès et n'a pas de rapport direct avec la suite. Il commence par la formule « ἢ οἵη / hê oiê (« ou encore telle femme… ») qui donne son surnom, Ἠοῖαι / Hêoīai, au Catalogue des femmes. Enfin, le style est différent du reste du poème. La plupart des éditeurs s'accordent à considérer le reste du texte qui nous est parvenu comme plein de doublets et d'interpolations dont certains sont déjà signalés comme tels par les manuscrits.
Le Bouclier peut être daté du début du VIe siècle av. J.-C. sur la base d'indices externes et internes. D'abord, les premières représentations du mythe d'Héraclès et Cycnos apparaissent sur les vases attiques à partir de 565 av. J.-C. ; elles témoignent d'une bonne connaissance de l'œuvre, y compris dans ses détails. L'argument en tête de l'œuvre indique que Stésichore acceptait l'attribution à Hésiode ; le poète est effectivement l'auteur d'un Cycnos aujourd'hui perdu, dans lequel il rapporte une tradition différente de celle du Bouclier. Sa période d'activité s'étend de 570 à 540 av. J.-C. environ, ce qui là encore place le terminus ante quem vers 570 av. J.-C.